# Alhambra (Jaffa)
Pour les articles homonymes, voir Alhambra.
Le cinéma l’Alhambra est un bâtiment Art Déco de 1937 sur le boulevard de Jérusalem à Jaffa (Tel Aviv-Jaffa), en Israël, conçu par l’architecte libanais Elias Al-Mor. Destiné à accueillir une salle de spectacle projetant notamment des films, il est nommé en hommage au palais de l’Alhambra en Espagne. Il est un monument phare de la  ville de Jaffa.
Tout d’abord véritable institution culturelle arabe dans la Palestine mandataire, il est encore utilisé comme cinéma après sa spoliation par les autorités israéliennes après la guerre israélo-arabe de 1948-1949, puis comme théâtre après 1963. Après une période d’abandon, il est racheté en 2010 et rénové par l’église de scientologie, et ouvre en 2012 comme centre idéal de la scientologie pour le Moyen-Orient.

## Histoire

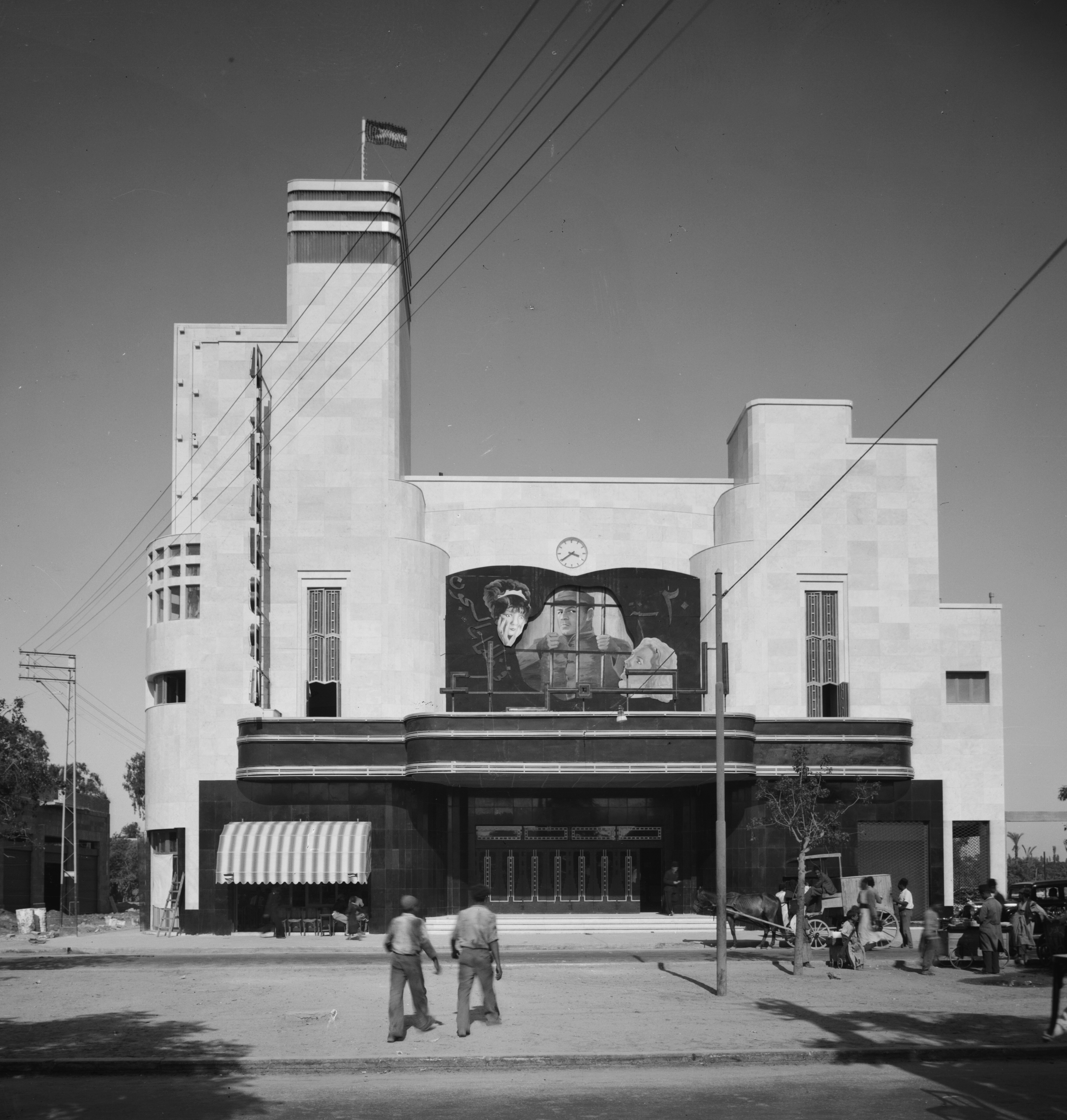
L’Alhambra en 1937, avec un drapeau de la Palestine mandataire flottant sur la tour.

Le cinéma est construit sur le boulevard du roi Georges V (actuel boulevard de Jérusalem), alors tout récent et le principal de Jaffa (il est construit en 1915 par Hassan Rek).
Le cinéma est construit par l’entreprise de Faik Shukri Cna'aan. Il ouvre en mai 1937 et est l’un des plus grands et des plus luxueux cinémas de la Palestine mandataire avec ses 1 100 places assisses. Le boulevard est alors très animé, avec plusieurs cinémas (l’Apollo, le Nabil, le Rashid), des bâtiments administratifs ou religieux, cafés. Il devient un centre culturel et accueille des artistes arabes célèbres comme Oum Kalthoum, Farid El Atrache et Leila Mourad. Les habitants de la ville, juifs comme Arabes, fréquentent la salle pour voir les spectacles en famille.
Le cinéma est la propriété d’Arabes palestiniens, dont Isa al-Safri, Mohamed Abduh Hilmi, Mohamed Musa al-Husayni, Mohamed Younis al-Husayni, Mohamed Ramadan Hammou, Hasan Arafeh, Abdoul-Rahman Alhaj Ibrahim, et Mughnnam Mughnnam. Les photos de 1937, pendant la grande révolte arabe en 1936-1939, montrent les ampoules qui sont montées en un luminaire permanent au sommet du bâtiment.
Le 13 décembre 1947, un attentat des juifs palestiniens d’extrême-droite de l’Irgoun devant le cinéma fait 6 morts et 25 blessés.
Après la guerre israélo-arabe de 1948-1949, il devient propriété israélienne, saisi comme propriété d’un « absent » ainsi spolié et réouvre comme cinéma sous le nom de Yafor,. En 1963, l’impresario Giora Godik en fait l’acquisition et le transforme en théâtre indépendant en reprenant le nom de l’Alhambra et en y élargissant la scène et ses dépendances jusqu’à l’arrière du bâtiment. Un projet de centre commercial lui succède. À la fin des années 1970, le bâtiment est abandonné[réf. nécessaire]. Jusqu’en 2007, une agence bancaire de Bank Discount était installée dans l’entrée,.

### Restauration en 2010-2012
L'église de scientologie commence les négociations pour son rachat en 2008 avec les différents propriétaires, une banque, deux théâtres, une chaine de pharmacies. En 2010, le bâtiment, ayant déjà subi des décennies de transformations, commence une nouvelle restauration, et est inauguré en 2012 comme centre israélien et régional de la Scientologie,. La rénovation est dirigée par Eyal Ziv et le designer d’intérieur Yair Matalon qui recherchent pour la rénovation des fenêtres, plafonds et autres pièces de décoration du style de l’époque pour remettre à neuf les 5 500 m2.

## Architecture
Le bâtiment est de style Art Déco, avec des lignes géométriques simples, représente une idée contemporaine de l’élégance qui tranche sur les bâtiments commerciaux voisins, en faisant un point de repère dans la ville.

## Galerie

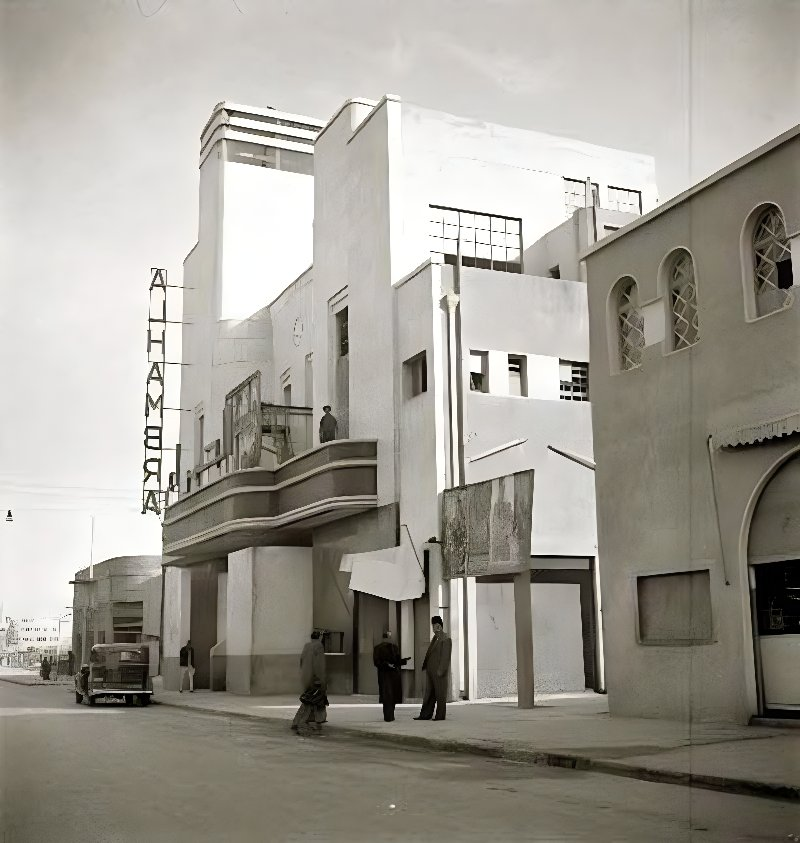
Le cinéma l’Alhambra dans les années 1930-1940.
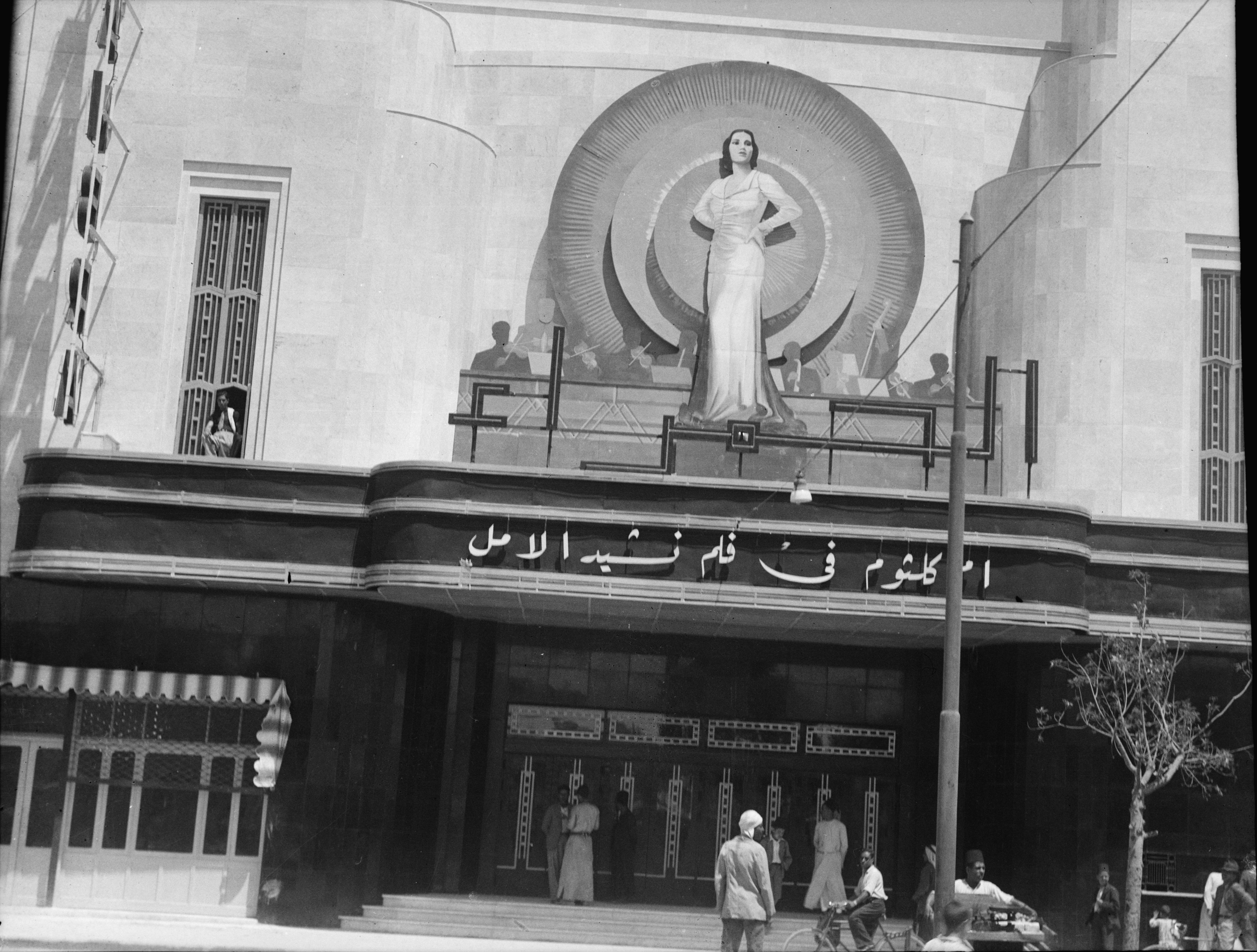
Oum Kalthoum à l’affiche dans les années 1930.
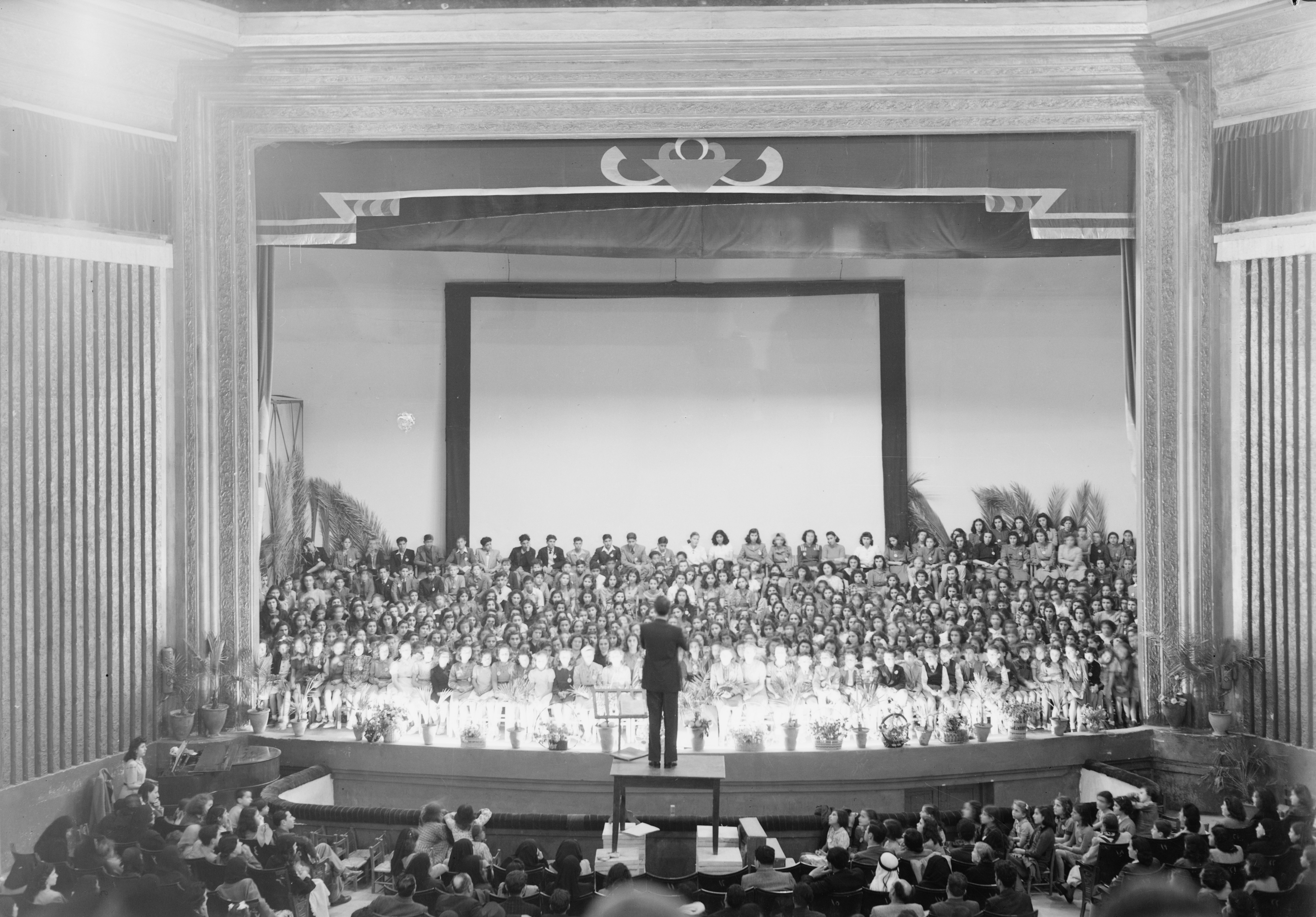
Un chœur en représentation, mars 1944.
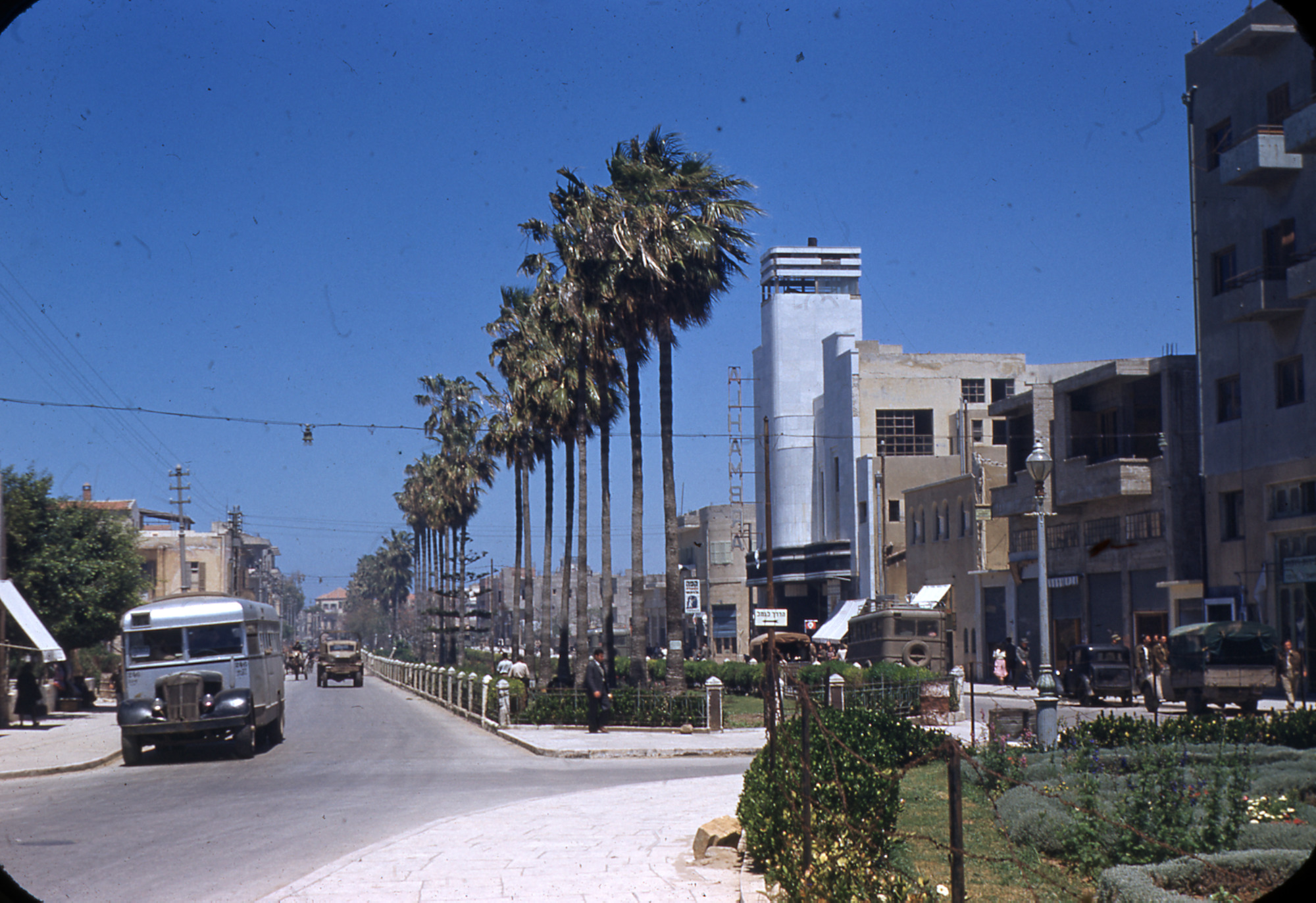
L’Alhambra sur l’avenue Georges V en 1949.
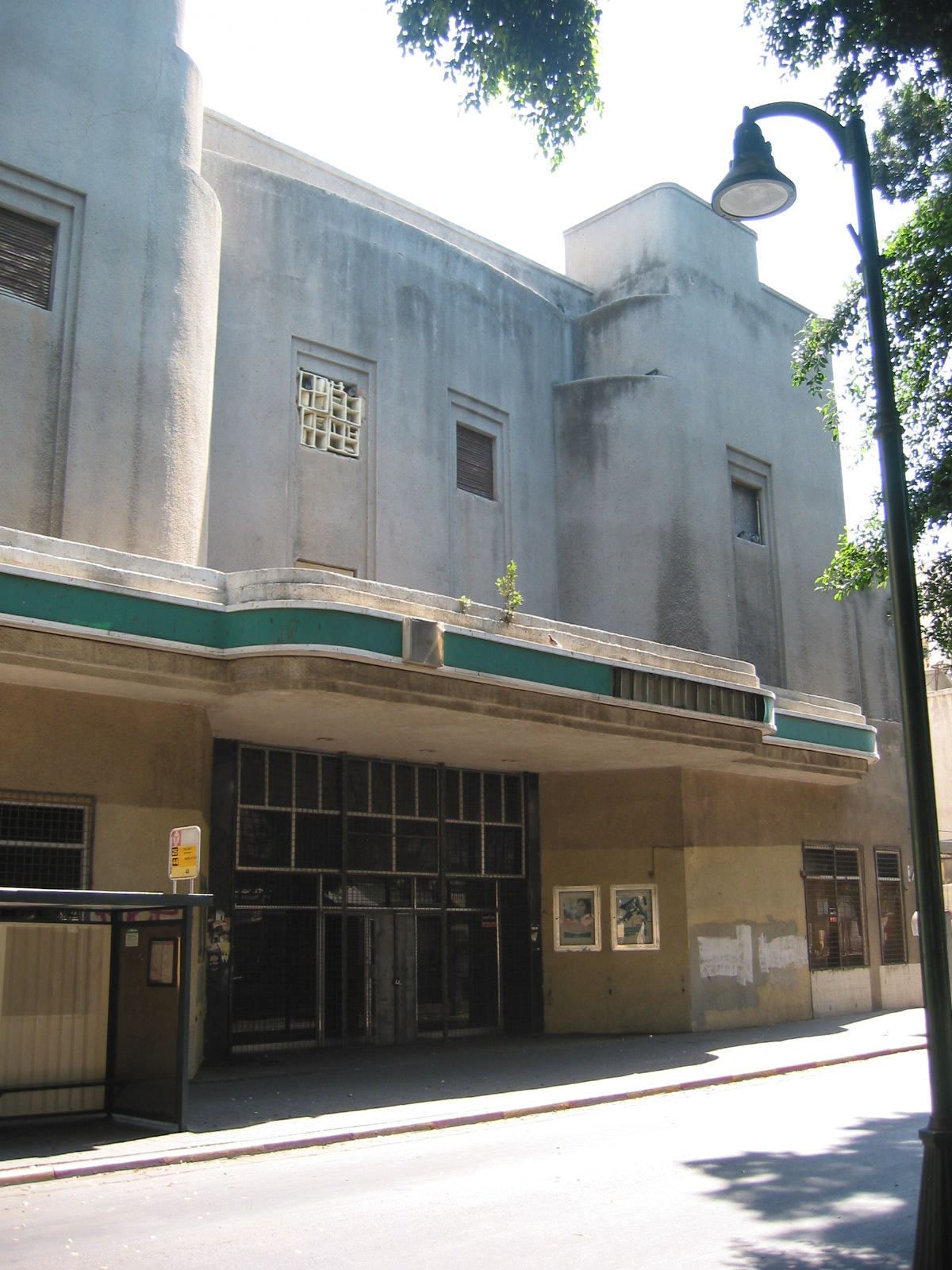
La façade en 2007.
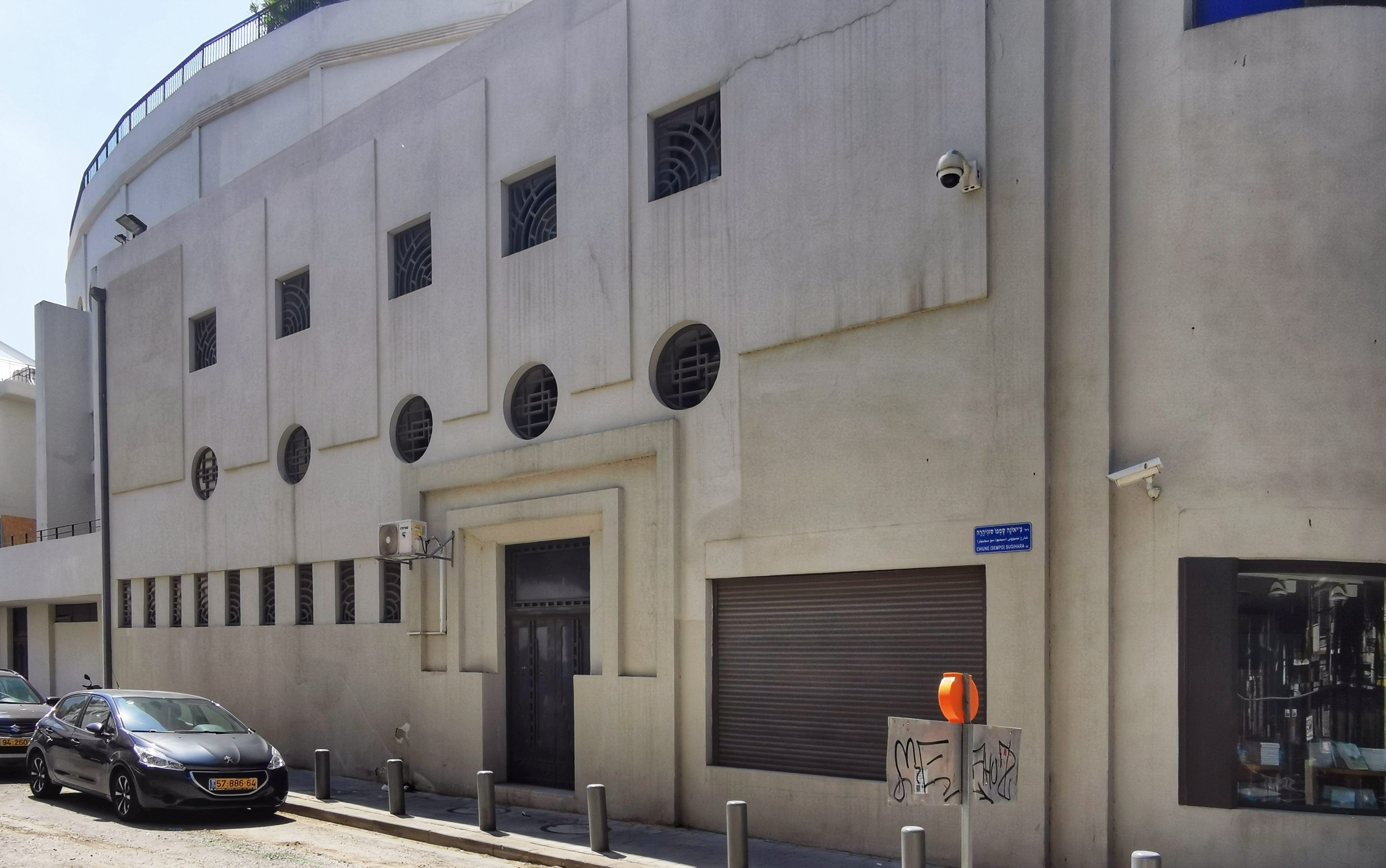
Détails des fenêtres latérales.